# Rainer Tabillion
Rainer Tabillion (* 18. März 1950 in Ottweiler) ist ein deutscher Politiker (SPD).

## Leben und Beruf
Nach dem Abitur 1968 in Ottweiler leistete Tabillion zunächst seinen Wehrdienst ab und begann 1971 ein Studium der Biologie und der Chemie an der Universität des Saarlandes in Saarbrücken, welches er 1976 als Diplom-Biologe beendete. Anschließend war er wissenschaftlicher Mitarbeiter am Institut für Mikrobiologie an der Universität des Saarlandes. 1982 erfolgte hier seine Promotion zum Dr. rer. nat. mit der Arbeit „Untersuchungen zum Schwermetallbedarf und zur Carboanhydrase von Knallgasbakterien“. 1984 trat er in den Dienst der Stadt Saarbrücken ein, wo er bis 1985 als Abteilungsleiter beim Umweltamt und 2005 beim Beteiligungsmanagement tätig war.
Rainer Tabillion ist verheiratet und hat zwei Kinder.

## Partei
1971 trat Tabillion in die SPD ein. Er war von 1989 bis 2008 Vorsitzender des SPD-Kreisverbandes Neunkirchen und gehörte von 1994 bis 2004 dem SPD-Parteirat an. Von 2000 bis 2005 war er außerdem Generalsekretär der SPD im Saarland.

## Abgeordneter
Von 1974 bis 1989 gehörte Tabillion dem Stadtrat von Ottweiler und von 1986 bis 2004 dem Landtag des Saarlandes an. Von 1998 bis 1999 war er Vorsitzender und von 2000 bis 2004 Parlamentarischer Geschäftsführer der SPD-Landtagsfraktion.
Von 2005 bis 2009 war er Mitglied des Deutschen Bundestages. Hier fungierte er als Sprecher der Landesgruppe Saarland in der SPD-Bundestagsfraktion.
Rainer Tabillion zog als direkt gewählter Abgeordneter des Wahlkreises St. Wendel in den Bundestag ein. Bei der Bundestagswahl 2005 konnte er sich mit 37,8 % der Erststimmen knapp gegen seine Gegenkandidaten durchsetzen.
Bei der Bundestagswahl 2009 gelang ihm der erneute Einzug in den Bundestag nicht. Er verlor mit 30,9 % der Erststimmen sein Direktmandat an die CDU-Politikerin Nadine Schön, auf die 40,1 % der Stimmen entfielen.